# Reise und Sport
Die Zeitung Reise und Sport erschien von 1909 bis 1913 und stellt den Nachfolger der „Illustrierten österreichischen Alpenzeitung für Tirol, Vorarlberg, Salzburg, Oberösterreich, Steiermark, Kärnten, Krain und dem Occupationsgebiet“ dar. Die ursprünglich monatlich, später 2× monatlich erschienene Zeitung wurde nach 1913 unter dem Titel „Moderne Illustrierte Zeitung für Reise und Sport“ fortgesetzt. Diese erschien bis 1918 und wechselte im Laufe der Jahre die Häufigkeit des Erscheinens wieder auf monatlich.